# Oud-lid (studentenvereniging)
Een oud-lid of reünist is de term die onder studenten gebruikt wordt voor een persoon die lid-af wordt van een vereniging. Deze personen blijven op de een of andere manier nog verbonden aan de vereniging en behouden vaak het recht om op de vereniging langs te komen. Van een oud-lid wordt verwacht dat hij de vereniging financieel bijspringt en af en toe eens deelneemt aan de grote feestelijke activiteiten van de vereniging, zoals de jaarlijkse dies natalis bijvoorbeeld.

## Vlaanderen
In Vlaanderen is een oud-lid een commilito van een studentenvereniging of studentenclub die zijn studies definitief beëindigd heeft en de universiteit of hogeschool verlaten heeft. En dit onafhankelijk van het feit of de studies succesvol of niet zijn afgesloten. Hij wordt ook weleens filister genoemd in studententaal. Het afscheid van het studentenleven en de overgang van ouderejaars naar oud-lid gebeurt plechtig tijdens een zwanenzang op een cantus.  
In principe blijven oud-leden altijd lid van de vereniging. In Vlaanderen wordt dit principe, in tegenstelling met het studentenverenigingsleven in Duitsland, Oostenrijk en Zwitserland nauwelijks toegepast. De band tussen de oud-leden en de overige leden van de vereniging verzwakt zeer snel en wordt meestal definitief verbroken na verloop van enkele jaren. Dat komt doordat er zeer weinig studentenverenigingen beschikken over een gestructureerde oud-ledenwerking. Vele clubs organiseren wel jaarlijks, met wisselend succes, een speciale cantus voor de oud-leden.

## Nederland
In Nederland verschilt de precieze betekenis van "oud-lid" per vereniging. Vaak geldt dat een student de status van "oud-lid" ontvangt wanneer hij lid-af wordt na een minimum vastgesteld aantal jaren rondgelopen te hebben op een vereniging, en dit bij voorkeur doet wanneer hij is afgestudeerd. Veel verenigingen kennen voor deze personen een oud-ledenvereniging. Het oud-lid dient niet verward te worden met het ex-lid. De reden van het krijgen van de status van "ex-lid" kan per vereniging verschillen, en kan variëren van het lid-af worden zonder zelf te willen toetreden tot een oud-ledenvereniging tot het lid-af worden vanwege vermindere interesse of zelfs wegens royement.